# Estádio Olímpico Félix Sánchez
O Estádio Olímpico Félix Sánchez (em castelhano: Estadio Olímpico Félix Sánchez) é um estádio multiuso localizado em Santo Domingo, capital da República Dominicana. Oficialmente inaugurado em fevereiro de 1974, é a casa onde a Seleção Dominicana de Futebol manda suas partidas amistosas e oficiais. Além disso, o Atlético Pantoja, clube da capital, também manda ali seus jogos oficiais por competições nacionais e continentais. Sua capacidade máxima é de 27 000 espectadores.[carece de fontes?]

## Histórico
O estádio foi originalmente projetado para ser sede das cerimônias de abertura e encerramento, bem como das competições de futebol e atletismo dos Jogos Centro-Americanos e do Caribe de 1974. O estádio voltou a sediar uma competição desportiva de nível continental ao tornar-se sede oficial dos Jogos Pan-Americanos de 2003 quando o país foi escolhido pela Organização Desportiva Pan-Americana (ODEPA) para ser sede pela primeira vez dos Jogos Pan-Americanos.